# Терещуків яр
Терещуків Яр  — ботанічна пам'ятка природи загальнодержавного значення. Розташована у Гайсинському районі Вінницької області на правому березі річки Савранки.
Ділянка лугово-степової рослинності, де зростають види рослин занесені до Червоної книги України — сон великий, ковила волосиста. Найціннішим є відкасник татарниколистий. З інших цінних та рідкісних видів рослин трапляються молочай мигдалевий, чина паннонська, чемериця чорна, горицвіт весняний, косарики черепитчасті, ломиніс цілолистий, барвінок малий.
Площа — 3,8 га. Створена у 1989 р. (Постанова Ради Міністрів УРСР від 28.12.89 р. № 324). Перебуває у віданні Чечельницької селищної ради.
У 2010 р. увійшов до складу Національний природний парк «Кармелюкове Поділля»